# Femeie șezând la malul mării
Femeie șezând la malul mării este o pictură în ulei pe pânză realizată de Auguste Renoir în 1883 și aflată în prezent la Metropolitan Museum of Art din New York.

## Istorie
Renoir a călătorit în Italia în 1881-1882 și a fost profund influențat de arta Renașterii. După această călătorie, a început să exploreze un nou mod de a picta, diferit de impresionism. A început să se concentreze pe contururi și modele, abandonând principiul conform căruia scenele ar trebui pictate în aer liber pentru a capta lumina și atmosfera.
La sfârșitul verii anului 1883, Renoir a petrecut aproximativ o lună în Saint Peter Port, reședința dependenței britanice Guernsey, și a admirat stâncile, falezele și priveliștile uluitoare ale golfului Moulin Huet din Saint-Martin. A început să picteze cincisprezece tablouri în timpul șederii sale, majoritatea fiind finalizate ulterior în studioul său din Paris.
Cu toate acestea, se spune că pictura a fost realizată în atelierul artistului. Plaja prezentată aici probabil nu se află în Insulele Canalului, ci lângă Dieppe, pe coasta Normandiei. Modelul a fost Aline Charigot, iubita sa de atunci, cu care s-a căsătorit în 1890.

## Sursa
Metropolitan Museum of Art, New York (tabloul de informații de lângă pictură)